# УДЗ (запал)

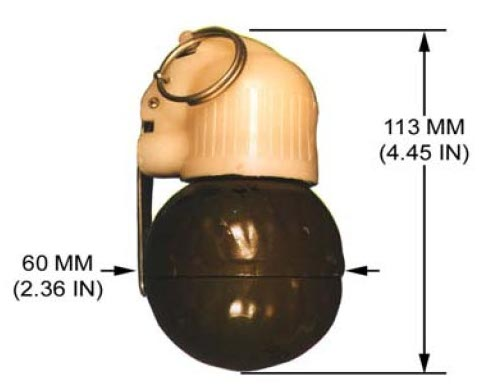
Граната РГН с вкрученным запалом УДЗ

УДЗ (рус. Ударно-Дистанционный Запал) — советский механический запал, предназначенный для подрыва ручных осколочно-фугасных гранат РГО и РГН. Обеспечивает срабатывание при встрече гранаты с преградой в широком диапазоне углов за счёт силы инерции торможения или от дистанционно-временного устройства.

## Устройство
Имеет пять ступеней предохранения и пять функциональных элементов внутри полиэтиленового корпуса (пять пружин, два капсюля-воспламенителя, два капсюля-детонатора), а именно:
- накольно-предохранительный механизм для воспламенения замедлителя и обеспечения безопасного обращения с гранатой,
- механизм дальнего взведения для подготовки гранаты к действию через 1,0-1,8 секунды после броска,
- датчик цели ударно-мгновенного действия для обеспечения срабатывания запала при ударе о преграду,
- дистанционный самоликвидатор для самоподрыва гранаты через 3,3-4,3 секунды в том случае, если в силу каких-либо причин датчик цели не сработал,
- детонационный узел для инициирования основного заряда гранаты с помощью капсюля-детонатора 7К1[2].

## Тактико-технические характеристики
Габариты, мм — 43×58×90
Масса, кг — 0,08
Стыковочная резьба в гнезде гранаты — М20×2
Время взведения, с — 1,0-1,8
Угол чувствительности относительно оси запал-граната, ° — 0-150
Вероятность ударного действия (не менее) — 0,9
Общая вероятность безотказной работы — 0,98.